# Котобус
Кото́бус (яп. ねこバス нэкобасу) (согласно фильму ねこのバス, нэко-но басу) — один из персонажей мультипликационного полнометражного фильма «Мой сосед Тоторо», снятого режиссёром Хаяо Миядзаки на Studio Ghibli в 1988 году. Котобус является популярным персонажем для косплея. Он пользуется популярностью как мягкая игрушка, его дизайн используется для оформления реальных автомобилей. Модель Котобуса представлена в музее Studio Ghibli.

## Описание персонажа
Котобус — обитатель леса. Он представляет собой огромного улыбающегося кота, тело которого имеет форму кузова автобуса с большим пушистым хвостом. Перемещается Котобус на двенадцати лапах, расположенных вдоль туловища, как у сороконожки. Салон Котобуса оборудован мягкими, покрытыми шерстью сидениями. Проход в салон появляется волшебным образом спереди слева (в Японии левостороннее движение) в тот момент, когда пассажир хочет войти внутрь либо покинуть салон. Огромные кошачьи глаза в тёмное время суток освещают дорогу ярким жёлтым светом (аналогично дальнему свету автомобилей). Габаритные огни представляют собой мышей с горящими глазками. В некоторых сценах (79—81 минуты фильма) видно, что это самец.
Котобус невидим, кроме тех случаев, когда он сам позволяет видеть себя. Люди могут только ощутить сильный ветер, который создаёт Котобус, когда пробегает мимо. Он свободно и быстро перемещается по самой сложной пересечённой местности, даже по поверхности воды. Во время движения через лес деревья уступают ему дорогу. В фильме Котобус перевозит О-Тоторо — главного духа-хранителя леса. По просьбе О-Тоторо он помогает главной героине Сацуки найти потерявшуюся младшую сестру Мэй, а потом отвозит их в госпиталь к матери.
Котобус появляется в 20-минутном анимационном фильме «Мэй и котёнкобус», который демонстрируется исключительно в Музее Гибли. В этом фильме Мэй встречает Котобуса-котёнка, и тот отвозит её в лес, полный аналогичного кототранспорта, где кроме котоавтомобилей есть кошка-электричка и гигантский многопалубный кот-корабль. Фильм «Мэй и котёнкобус» никогда не демонстрировался за пределами Музея Гибли, но в интернете можно найти «экранки», тайком снятые на мобильный телефон.
Также Котобус появляется в аниме «Пять сантиметров в секунду» в виде магнитика.
Кроме того, на основе данного персонажа был создан шестиногий воздушный бизон Аппа в мультсериале «Аватар: Последний маг воздуха».
Российский писатель-фантаст Александр Владимирович Горбов публикуется под псевдонимом Александр «Котобус» Горбов.

## Восприятие и отзывы
Акира Куросава говорил, что из всех персонажей в «Моём соседе Тоторо» Котобус ему особенно понравился. Критик сетевого издания The Trades называет Котобус «одним из страннейших и интереснейших созданий, когда-либо появлявшихся в мультфильмах». 
Критик журнала City Pages пишет, что «несмотря на то, что кошки почитаются в традиционной японской религии, Котобус […] стал плодом чистой фантазии — диванная подушка со светящимися глазами и шармом детского потёртого плюшевого медвежонка». 
Профессор психологии Синъити Танака сравнивает Котобус с бакэнэко из-за огромных глаз Котобуса, с помощью которых он может видеть в темноте, и его огромной пасти, благодаря которой он может издавать страшный шум. 
Персонаж игры Persona 5, котоподобное существо Моргана, способен превращаться в автобус. Он не знает почему, но предполагает, что «большинство людей предполагает у котов способность становиться автобусами».